# Provincia di Rize
La provincia di Rize (in turco Rize ili prima del 1982 Rize vilâyeti) è una provincia della Turchia.

## Popolazione
| Anno | Totale  | Trend | Ord. | Tasso | Campagna - Città | Campagna - Città | Campagna - Città | Uomini - Donne | Uomini - Donne | Uomini - Donne | Uomini - Donne | Uomini - Donne |
| ---- | ------- | ----- | ---- | ----- | ---------------- | ---------------- | ---------------- | -------------- | -------------- | -------------- | -------------- | -------------- |
| 1965 | 281.099 | —     | 46°  | 0,9%  | 217.545          | 77%23%           | 63.554           | 130.070        | 46.3%          | 53.7%          | 151.029        |                |
| 1970 | 315.700 | + 12% | 46°  | 0,89% | 242.986          | 77%23%           | 72.714           | 150.099        | 47.5%          | 52.5%          | 165.601        |                |
| 1975 | 336.278 | + 7%  | 49°  | 0,83% | 253.570          | 75%25%           | 82.708           | 165.016        | 49.1%          | 50.9%          | 171.262        |                |
| 1980 | 361.258 | + 7%  | 48°  | 0,81% | 265.106          | 73%27%           | 96.152           | 173.651        | 48.1%          | 51.9%          | 187.607        |                |
| 1985 | 374.206 | + 4%  | 50°  | 0,74% | 262.838          | 70%30%           | 111.368          | 181.001        | 48.4%          | 51.6%          | 193.205        |                |
| 1990 | 348.776 | - 7%  | 51°  | 0,62% | 215.406          | 62%38%           | 133.370          | 166.481        | 47.7%          | 52.3%          | 182.295        |                |
| 2000 | 365.938 | + 5%  | 52°  | 0,54% | 160.693          | 44%56%           | 205.245          | 181.200        | 49.5%          | 50.5%          | 184.738        |                |
| 2007 | 316.252 | - 14% | 57°  | 0,45% | 119.085          | 38%62%           | 197.167          | 155.580        | 49.2%          | 50.8%          | 160.672        |                |
| 2008 | 319.410 | + 1%  | 57°  | 0,45% | 129.706          | 41%59%           | 189.704          | 157.650        | 49.4%          | 50.6%          | 161.760        |                |
| 2009 | 319.569 | ± 0%  | 57°  | 0,44% | 124.000          | 39%61%           | 195.569          | 157.753        | 49.4%          | 50.6%          | 161.816        |                |
| 2010 | 319.637 | ± 0%  | 57°  | 0,43% | 122.117          | 38%62%           | 197.520          | 157.161        | 49.2%          | 50.8%          | 162.476        |                |
| 2011 | 323.012 | + 1%  | 57°  | 0,43% | 120.376          | 37%63%           | 207.631          | 160.351        | 49.5%          | 50.5%          | 163.801        |                |
| 2012 | 324.152 | ± 0%  | 56°  | 0,43% | 116.521          | 36%64%           | 207.631          | 160.351        | 49.5%          | 50.5%          | 163.801        |                |
| 2013 | 328.205 | + 1%  | 56°  | 0,43% | 124.011          | 38%62%           | 204.194          | 162.918        | 49.6%          | 50.4%          | 162.918        |                |

## Geografia antropica

### Suddivisioni amministrative

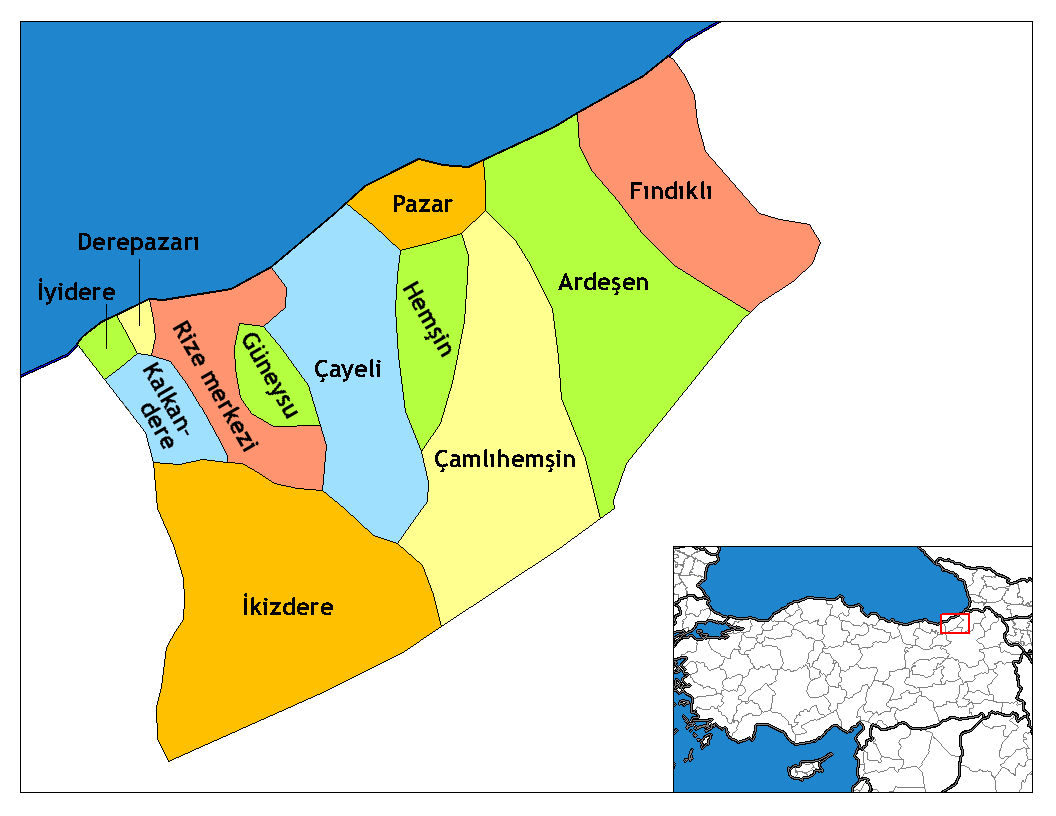
Distretti della provincia di Rize

Sino al crollo dell'Impero, il territorio della provincia corrispondeva grosso modo alla porzione occidentale del sangiaccato del Lazistan, parte del vilâyet di Trebisonda.
Dopo l'entrata in vigore dell'art. 89 della Costituzione Turca del 1924, che prevedeva una generale riorganizzazione amministrativa mediante devoluzione dei superstiti governatorati generali ottomani e trasformazione di tutte le livâ o sangiaccati in vilâyet, la provincia ereditò la suddivisione imperiale per ciò che riguardava i kazâ o distretti di Atina (ridenominata Pazar nel 1928) e di Rize; ne rimase escluso, invece, il territorio dell'attuale distretto di Fındıklı che, col nome di Viçe, era rimasto una nâhiye subordinata a Hopa, provincia di Artvin. Quest'ultima e la stessa provincia di Rize vennero fuse nel 1933 per formare l'effimero vilâyet gigante di Çoruh, con capitale Rize medesima sino al 1936, quando, con la Legge n°2885 del 25 dicembre 1935, la fusione venne annullata e si tornò alla situazione precedente, stavolta a titolo definitivo. Nel 1944, con la Legge n°4642 del 1º settembre 1944, s'aggiunse il kazâ di Mapavri, scorporato dal distretto centrale e ridenominato Çayeli; nel 1945, con la Legge n°4769 del 1º agosto 1945, quello di Güneyce, sempre da Rize. Il capoluogo di quest'ultimo fu spostato a İkizdere nel 1952. Nel 1953, con la Legge n°6068 del 1º marzo 1953, venne istituito il kazâ di Ardeşen, scorporato da Pazar. Lo stesso anno, la Legge n°6190 del 27 novembre 1953 decretava il passaggio dalla provincia di Artvin a quella di Rize del kazâ di Fındıklı.
Nel 1959, poi, con la Legge n°7033 del 27 giugno 1957, s'aggiunse il kazâ di Kalkandere, scorporato dal distretto centrale; nel 1960, sempre in forza del medesimo provvedimento, quello di Çamlıhemşin da Ardeşen.
Nel 1982 fu promulgata la legge che aboliva tutte le rimanenti denominazioni d'epoca ottomana, sicché le province ed i distretti presero rispettivamente il nome di ili e ilçe. Nel 1987, per la Legge n°3392 del 4 luglio 1987, venne istituito il distretto di Güneysu, scorporato da Rize; nel 1990, per la Legge n°3644 del 20 maggio 1990, quelli di Derepazarı, di Hemşin e di İyidere, tutti dal distretto centrale.
Distretti della Provincia di Rize (tra parentesi i nomi originari, laddove esistenti):
1. Ardeşen
2. Çamlıhemşin (Viçealtı)
3. Çayeli (Mapavri)
4. Derepazarı
5. Fındıklı (Viçe)
6. Güneysu (Potomya)
7. Hemşin (Zuğaortaköy)
8. İkizdere (Kura-yı Seb'a)
9. İyidere (Aspet)
10. Kalkandere (Karadere)
11. Pazar (Atina)
12. Rize

Attualmente, la provincia è suddivisa in 12 distretti, 21 comuni e 354 villaggi.

## Governatori
Storico dei governatori della provincia di Rize:
- Mehmet Hursit Bey (1926)
- Mehmet Esref Sayit (1926-1927)
- Mehmet Cemil Bey (1927-1929)
- Mehmet Arif Bey (1929-1930)
- Ahmet Ekrem Engür Bey, come vâli di Rize (1930-1933)
- Ahmet Ekrem Engür Bey, come vâli di Çoruh (1933-1935)
- Ahmet Cevdet Ertugrul (1935-1937)
- Nuri Türkkan (1937-1939)
- Dervis Hüsnü Uzgören (1939-1941)
- Ahmet Baha Beyoglu (1941-1942)
- Saim Hazar (1942-1945)
- Nuh Cenap Aksu (1945-1946)
- Akif Iscan (1946-1947)
- Cavit Ünver (1947-1949)
- Hifzi Tüz (1949-1950)
- Nazim Üner (1950-1954)
- Ismail Hakki Ülgen (1954-1958)
- Ertugrul Ünlüer (1958-1960)
- Nevzat Gürle (1960)
- Adil Aktan (1960-1964)
- Fikret Ersanli (1964-1965)
- Mehmet Hamdi Ergün (1965-1967)
- Nezih Okus (1967-1970)
- Nüzhet Erman (1970-1971)
- Ahmet Nazif Demiröz (1971-1972)
- Kemal Kalender (1972-1975)
- Ilhan Sözgen (1975-1978)
- Muharrem Bartin (1978-1979)
- Kurtulus Sismantürk (1979-1980)
- Abdülkadir Aksu (1980)
- Namik Günel (1980-1985)
- Erol Çakir (1985-1988)
- Ömer Büyükkent (1988-1992)
- Erol Zihni Gürsoy (1992-1993)
- Erol Ugurlu (1993-1996)
- Erdal Ata (1996-2001)
- Bülent Karaçöl (2001-2003)
- Enver Salihoglu (2003-2006)
- Kasim Esen (2006-2008)
- Zekeriya Sarbak (2008-2009)
- Seyfullah Hacimüftüoglu (2009-2012)
- Nurullah Çakir (2012-Presente)

## Infrastrutture e trasporti
Nella provincia si trova una delle gallerie stradali più lunghe al mondo: quella del Monte Ovit, che raggiunge i 14 346 metri.